# یواس‌اس راسین (پی‌اف-۱۰۰)
یواس‌اس راسین (پی‌اف-۱۰۰) (به انگلیسی: USS Racine (PF-100)) یک کشتی بود که طول آن ۳۰۳ فوت ۱۱ اینچ (۹۲٫۶۳ متر) بود. این کشتی در سال ۱۹۴۴ ساخته شد.